# 薩拉奇納峰
46°22′16.2″N 9°46′01″E / 46.371167°N 9.76694°E
薩拉奇納峰（Piz Salatschina），是瑞士的山峰，位於該國東南部，由格勞賓登州負責管轄，屬於貝爾尼納山脈的一部分，海拔高度2,824米，每年平均降雨量1,693毫米。